# Burg Rundersburg
Die Burg Rundersburg ist die Ruine einer Höhenburg nordwestlich von St. Leonhard am Hornerwald im Waldviertel in Niederösterreich.

## Geschichte
Um 1182/1189 wurde Albero de Ronnenberg, ein landesfürstlicher Ministeriale, als Stifter zugunsten des Bendediktinerstifsts Göttweig urkundlich genannt. 1194 erschien Ulrich von „Ronenberch“, um 1196/1231 Ortolf (I.) v. „Roneberch“. In einer Lilienfelder Urkunde aus der Zeit um 1266–1293 ward ein jüngerer Ortolf – um 1270 zusammen mit Albert, Dietrich und Trauslieb – mehrmals in Altenburger, Heiligenkreuzer, Lilienfelder und St. Bernharder Urkunden genannt. Er war der letzte nachweisbare Ronberger, mit ihm dürfte die Familie im Mannesstamm ausgestorben sein. Die Burg verlor wohl wenig später ihre Sitzfunktion und verfiel. Der Besitz fiel an die landesfürstliche Herrschaft in Gars und schließlich 1681 an die Herrschaft Idolsberg. 1895 wurde der umfangreiche Waldbesitz von den Grafen Hoyos-Sprinzenstein erworben. Die Anlage befindet sich heute in Privatbesitz.

## Lage und Baubeschreibung
Die Rundersburg befindet sich gegenüber der Burg Schauenstein, 3,2 km nordwestlich von St. Leonhard am Hornerwald am dicht bewaldeten, linken Talhang des zum Kamp entwässernden Franbaches. Der Name Rundersburg (Ronnenberg) rührt vom mittelhochdeutschen Wort Rone für rund und könnte auf die Geländeform der Rückfallskuppe zurückzuführen sein, auf der sich die ehemalige Burganlage befindet.
Im Zentrum des Hügels steht der Rest eines rechteckigen, im Süden etwa 10 m breiten Wohnturmes. Auf einer niedergelegenen Terrasse befindet sich die Burgkapelle gleicher Zeitstellung. Beide Bauwerke dürften mit der Ringmauer kurz vor der urkundlichen Erstnennung entstanden sein.